# Hinrich Romeike
Hinrich Romeike (n. 26 mai 1963, Hamburg, RFG) este un dentist ce a reprezentat Germania, medaliat olimpic. A participat la 2 ediții ale Jocurilor Olimpice (2004, 2008) în care a câștigat două medalii de aur.